# Biografielijst Ps

## Psa
- Psammetichus I, Egyptisch farao (664-610 v.Chr.)
- Psammetichus II, Egyptisch farao (595-589 v.Chr.)
- Psammetichus III, Egyptisch farao (526-525 v.Chr.)

## Pse
- Michaël Psellus (11e eeuw), Byzantijns politicus
- Pseudo-Dionysius (5e eeuw), christelijk theoloog en neoplatonistisch filosoof
- Pseudo-Longinus (1e eeuw), Grieks schrijver

## Psi
- Psicosis, pseudoniem van Dionicio Castellanos Torres, (1971), Mexicaans worstelaar

## Psu
- Psusennes I, Farao van Egypte (ca. 1040-959 v.Chr.)
- Psusennes II, Egyptisch farao (959-945 v.Chr.)